# Boloria majellensis
Boloria majellensis är en fjärilsart som beskrevs av Franz Dannehl 1933. Boloria majellensis ingår i släktet Boloria och familjen praktfjärilar. Inga underarter finns listade i Catalogue of Life.